# Copestylum pictum
Copestylum pictum är en tvåvingeart som först beskrevs av Christian Rudolph Wilhelm Wiedemann 1830.  Copestylum pictum ingår i släktet Copestylum och familjen blomflugor. Inga underarter finns listade i Catalogue of Life.